# Maria di Brabante (imperatrice)
Maria di Brabante (1190 – maggio o giugno 1260) fu imperatrice consorte dei Romani quale seconda moglie di Ottone IV di Brunswick.

## Biografia
Maria di Brabante nacque attorno al 1190, primogenita di Enrico I di Brabante e Matilde di Boulogne (1170circa-16 ottobre 1210), suo nonno paterno era Goffredo III di Lovanio, mentre i nonni materni erano Matteo di Lorena e Maria di Boulogne.
Il 19 maggio 1214 Maria venne data in moglie Ottone IV di Brunswick, la cerimonia venne celebrata a Maastricht. La sposa aveva circa ventiquattro anni e lo sposo trentanove. All'epoca Ottone era in guerra contro il re dei Romani Federico II di Svevia che governava anche il regno di Sicilia. Federico era primo cugino con Beatrice di Svevia, prima moglie di Ottone e diretto discendente in linea maschile degli Hohenstaufen. All'inizio i lealisti alla stirpe degli Hohenstaufen avevano prestato il loro aiuto ad Ottone per lealtà verso la prima moglie, ma a quel punto molti di loro avevano volto le loro attenzioni su Federico, Maria divenne quindi Imperatrice di un impero diviso.
Il 27 luglio 1214 Ottone combatté contro Filippo II di Francia alla battaglia di Bouvines dove perse clamorosamente e venne costretto a ritirarsi, avendo perso anche molti alleati perché uccisi o per diserzione, insieme a Maria a Braunschweig. L'anno dopo Federico venne eletto Imperatore senza incontrare nessuna resistenza, lo stesso papa Innocenzo III che aveva riconosciuto la legittimità di Ottone incoronò Federico il 23 luglio 1215.
Ottone morì pochi anni dopo presso il castello di Harzburg il 19 maggio 1218 senza che lui e Maria avessero avuto figli.
Nel luglio 1220 Maria si risposò con Guglielmo I d'Olanda che morì il 4 febbraio di due anni dopo lasciandola nuovamente vedova e, presumibilmente, senza figli. Maria morì fra il maggio e il giugno del 1260.

## Ascendenza
|                         |                      |                        | Genitori                          |  |  | Nonni |  |  | Bisnonni               |  |  | Trisnonni             |  |
|                         |                      |                        |                                   |  |  |       |  |  | Goffredo II di Lovanio |  |  | Goffredo I di Lovanio |  |
|                         |                      |                        |                                   |  |  |       |  |  | Goffredo II di Lovanio |  |  | Goffredo I di Lovanio |  |
|                         |                      | Ida di Chiny           |                                   |  |  |       |  |  | Goffredo II di Lovanio |  |  |                       |  |
| Goffredo III di Lovanio |                      |                        |                                   |  |  |       |  |  | Goffredo II di Lovanio |  |  |                       |  |
|                         |                      | Luitgarda di Sulzbach  | Berengario II di Sulzbach         |  |  |       |  |  |                        |  |  |                       |  |
|                         |                      | Luitgarda di Sulzbach  | Berengario II di Sulzbach         |  |  |       |  |  |                        |  |  |                       |  |
|                         |                      | Luitgarda di Sulzbach  | Adelaide di Dießen-Wolfratshausen |  |  |       |  |  |                        |  |  |                       |  |
| Enrico I di Brabante    |                      | Luitgarda di Sulzbach  |                                   |  |  |       |  |  |                        |  |  |                       |  |
|                         |                      | Enrico II di Limburgo  | Valerano II di Limburgo           |  |  |       |  |  |                        |  |  |                       |  |
|                         |                      | Enrico II di Limburgo  | Valerano II di Limburgo           |  |  |       |  |  |                        |  |  |                       |  |
|                         |                      | Enrico II di Limburgo  | Giuditta von Wassenberg           |  |  |       |  |  |                        |  |  |                       |  |
| Margherita di Limburgo  |                      | Enrico II di Limburgo  |                                   |  |  |       |  |  |                        |  |  |                       |  |
|                         |                      | Matilde di Saffenberg  | Adolfo di Saffenberg              |  |  |       |  |  |                        |  |  |                       |  |
|                         |                      | Matilde di Saffenberg  | Adolfo di Saffenberg              |  |  |       |  |  |                        |  |  |                       |  |
|                         |                      | Matilde di Saffenberg  | …                                 |  |  |       |  |  |                        |  |  |                       |  |
| Maria di Brabante       |                      | Matilde di Saffenberg  |                                   |  |  |       |  |  |                        |  |  |                       |  |
|                         | Teodorico di Alsazia | Teodorico II di Lorena |                                   |  |  |       |  |  |                        |  |  |                       |  |
|                         | Teodorico di Alsazia | Teodorico II di Lorena |                                   |  |  |       |  |  |                        |  |  |                       |  |
|                         | Teodorico di Alsazia | Gertrude di Fiandra    |                                   |  |  |       |  |  |                        |  |  |                       |  |
| Matteo di Lorena        | Teodorico di Alsazia |                        |                                   |  |  |       |  |  |                        |  |  |                       |  |
|                         |                      | Sibilla d'Angiò        | Folco V d'Angiò                   |  |  |       |  |  |                        |  |  |                       |  |
|                         |                      | Sibilla d'Angiò        | Folco V d'Angiò                   |  |  |       |  |  |                        |  |  |                       |  |
|                         |                      | Sibilla d'Angiò        | Eremburga del Maine               |  |  |       |  |  |                        |  |  |                       |  |
| Matilde di Lorena       |                      | Sibilla d'Angiò        |                                   |  |  |       |  |  |                        |  |  |                       |  |
|                         |                      | Stefano d'Inghilterra  | Stefano II di Blois               |  |  |       |  |  |                        |  |  |                       |  |
|                         |                      | Stefano d'Inghilterra  | Stefano II di Blois               |  |  |       |  |  |                        |  |  |                       |  |
|                         |                      | Stefano d'Inghilterra  | Adele d'Inghilterra               |  |  |       |  |  |                        |  |  |                       |  |
| Maria di Boulogne       |                      | Stefano d'Inghilterra  |                                   |  |  |       |  |  |                        |  |  |                       |  |
|                         |                      | Matilde di Boulogne    | Eustachio III di Boulogne         |  |  |       |  |  |                        |  |  |                       |  |
|                         |                      | Matilde di Boulogne    | Eustachio III di Boulogne         |  |  |       |  |  |                        |  |  |                       |  |
|                         |                      | Matilde di Boulogne    | Maria di Scozia                   |  |  |       |  |  |                        |  |  |                       |  |
|                         |                      | Matilde di Boulogne    |                                   |  |  |       |  |  |                        |  |  |                       |  |